# Прохождение (психоанализ)
Прохождение (фр. passe) — процедура признания психоаналитика, установленная Жаком Лаканом в Парижской школе фрейдизма. После Прохождения испытуемый получал статус «аналитика школы» и мог начать собственную клиническую практику.
Прохождение было описано Лаканом в выступлении «Une procédure pour la passe» 9 ноября 1967 года, а его процедура была подробно разработана в конце 1960-х годов. Уже тогда он ясно даёт понять, что прохождение является не только психоаналитическим ритуалом, но также и политическим актом, противопоставившем дидактический психоанализ Фрейдовой школы тренингу Международной психоаналитической ассоциации (IPA), состоящему в получении обязательных 600 часов дидактического психоанализа (что считается достаточным для проработки своего симптома), 400 часов стажа и 400 часов супервизий. Образование психоаналитика, — как считал Лакан, — не может быть универсальной и автоматизированной процедурой получения статуса, поэтому прохождение замышлялось Лаканом как де-институциализация психоанализа.